# Batalha de Orongi
A Batalha de Orongi foi travada em 214 a.C. entre o exército cartaginês e o exército romano perto da cidade de Orongi, uma localização incerta que ficava em algum lugar entre as modernas cidades de Monclova e Jimena de la Frontera. Seu resultado foi incerto.

## Batalha
Depois da retirada de Munda, os cartagineses preferiram se retirar para Orongi, com os romanos no encalço atemorizando-os por conta da súbita derrota. Em Orongi, pela segunda vez, o exército romano de Cipião, levado ainda ferido numa maca, lutou e conseguiu uma nova vitória. Perderam a vida menos de 6 000 cartagineses, cujo número de soldados em condições de combate já havia sido notavelmente reduzido na derrota anterior em Muda.
Pouco depois, os cartagineses conseguiram completar suas fileiras e ocorreu uma nova batalha, pois Magão Barca havia sido enviado por seu irmão, Asdrúbal Barca, o comandante supremo cartaginês, para buscar novas tropas. Esta nova batalha que seguiu terminou novamente em uma vitória romana. Outros 8 000 cartagineses foram mortos, pouco menos de 1 000 foram aprisionados e mais 58 estandartes militares foram capturados. Entre os mortos estavam muitos gauleses, o que rendeu aos romanos, na forma de butim de guerra, muitos torcs (colares de metal típicos) e braceletes. Além disto, dois líderes gauleses, Meniacepto e Vismaro, foram assassinados. Oito elefantes foram capturados e três, mortos

## Consequências
Uma vez que a situação na Hispânia parecia favorável aos romanos, eles próprios passaram a sentir uma certa vergonha por não terem sido capazes de libertar Sagunto, que já estava quase seis (ou oito) anos nas mãos dos cartagineses (veja Cerco de Sagunto). Por conta disto, os romanos começaram a retornar em direção a esta cidade e a libertaram do jugo cartaginês, restituindo-lhe a liberdade. Logo depois, os romanos submeteram os turdetanos, que haviam provocado a guerra entre os saguntinos e os cartagineses, que foram todos vendidos como escravos e tiveram sua capital, Turdetano, destruída.